# Franz Dusika

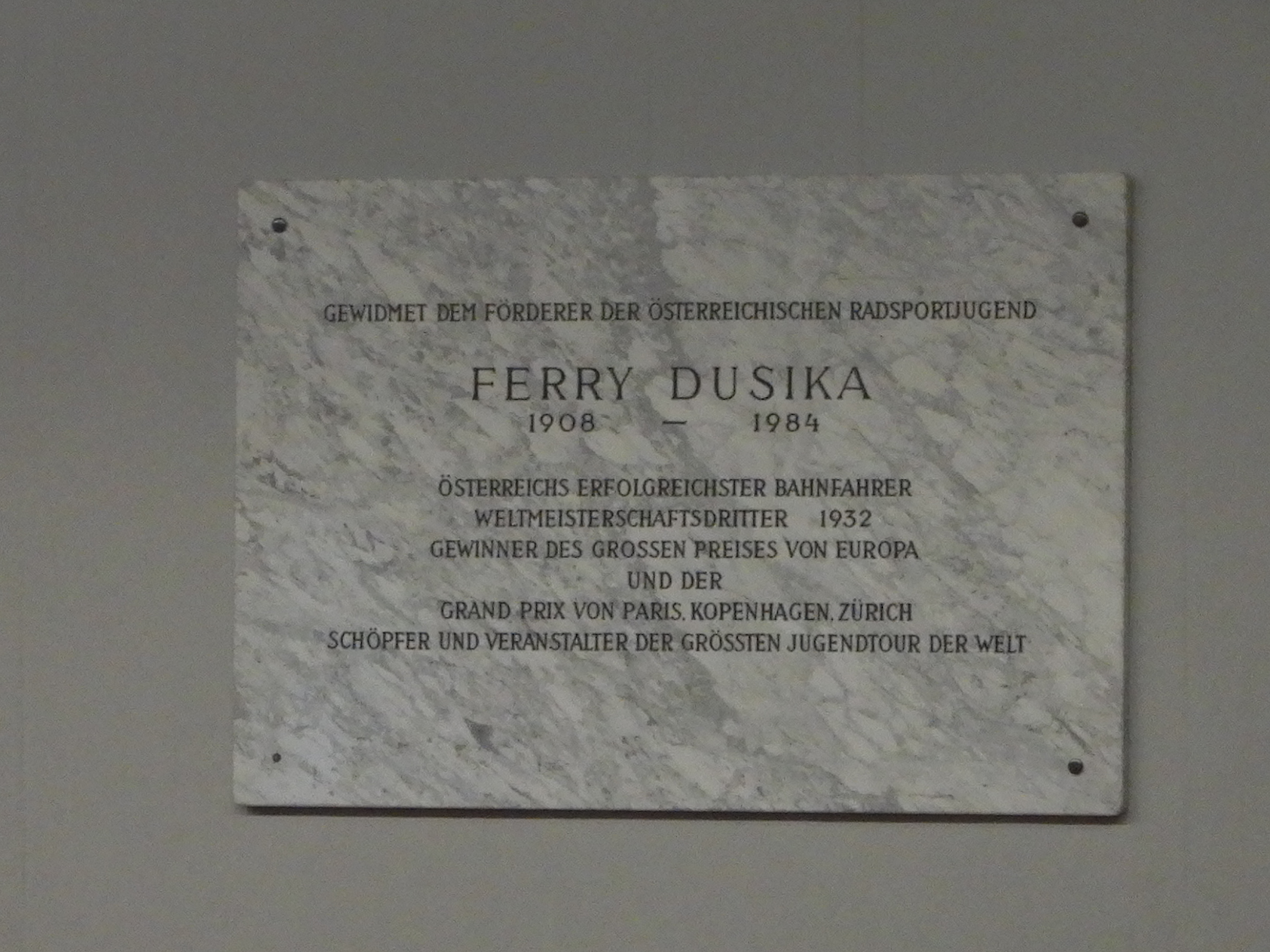
Plaque commémorative au

Franz "Ferry" Dusika, né le 31 mars 1908 à Vienne et mort le 12 février 1984 à Vienne, est un coureur cycliste autrichien. A la fin des années 2000, Dusika est décrit comme un aryanisateur, en raison de la reprise d'un magasin de vélos d'un concitoyen juif en 1939.

## Biographie

### Jeunesse
Ferry Dusika grandit dans un orphelinat après le divorce de ses parents. En raison de sa constitution maladive, le médecin lui déconseille de faire du vélo. Malgré cela, Dusika commence le cyclisme avec le Wiener Sport-Club dans les épreuves de vitesse.

### Carrière sportive
En 1928, Ferry Dusika participe aux jeux olympiques d'été d' Amsterdam dans deux disciplines, le kilomètre contre-la-montre et la course en tandem, avec August Schaffer. Il court aussi sur route et devient même champion d'Autriche sur 50 km.
Il remporte son premier grand succès international en 1932 aux championnats du monde sur piste à Rome en éliminant Jacobus van Egmond et Anker Meyer Andersen,. Comme il était moins bien classé que Schaffer pendant la phase éliminatoire en Autriche et que la fédération autrichienne ne pouvait financer le voyage que d'un seul coureur, il s'y rend à ses frais.
Entre 1933 et 1937, Dusika remporte dix titres de champion d'Autriche, et il remporte également de nombreuses courses nationales et internationales, dont le Grand Prix de Copenhague amateur en 1933, le Grand Prix de Zurich et le Grand Prix d'Allemagne en 1934, et l'année suivante le Grand Prix de Grande-Bretagne et le Grand Prix de l'Europe à Vienne. En 1936, il participe une deuxième fois aux Jeux Olympiques, à Berlin, dans l'épreuve de vitesse  et de nouveau dans la course en tandem avec Alfred Mohr (en).
Il est ensuite banni pour avoir enfreint les règlements amateurs, mais est réhabilité et, en juillet 1940, fait un retour réussi en tant que professionnel sur la piste du stade de Vienne.
Parmi les rares tournois de vitesse organisés pendant la Seconde Guerre mondiale, il remporte, en 1942, le Grand Prix  de Vienne devant le champion olympique Carl Lorenz. La même année, aux championnats d'Allemagne, il termine deuxième derrière Toni Merkens .
Dès 1935, il dirige un magasin de vélos à Vienne avec August Schaffer. A partir février 1937, il est le rédacteur en chef du magazine de cyclisme autrichien Österreichischer Radsport,. Il est le manager de Rudi Valenta,.

### Après sa retraite
Après avoir mis fin à sa carrière sportive en 1942, Dusika est organisateur et sponsor du cyclisme autrichien. Il est chargé de l'organisation d'un nouveau Tour d'Autriche pour les professionnels en 1952 qui ne verra pas le jour et lance, entre autres, le Dusika-Jugendtour.
Dusika publie plusieurs livres sur le cyclisme, dont certains avec Max Bulla. Il est également considéré comme un des pionniers de l'alimentation des sportifs avec des aliments complets, dont il fait la promotion dans un livre Dicke essen zu wenig que Hademar Bankhofer a écrit pour lui.
Il est inhumé au cimetière central de Vienne.
Après sa mort, le vélodrome de Vienne est rebaptisé Ferry-Dusika-Hallenstadion (de). En 1993, une rue à Vienne porte son nom.

### Le rôle de Dusika à l'époque nazie
En juillet 2013, une commission d'historiens présente le rapport final du projet Les noms de rue à Vienne depuis 1860 en tant que "lieux politiques de mémoire". L'historien Peter Autengruber (de) y écrit : « En janvier 1939, Dusika reçut l'autorisation de "reprendre" l'entreprise d'Abraham Adolf Blum, marchand de vélos, considéré comme un juif en 1938. Le NSDAP a délivré à Dusika un "certificat politique" et a confirmé qu'il était membre du NSDAP et sous-officier des SA ».
Dusika avait rejoint le NSDAP avant 1938 et était déjà membre "illégal" du NSDAP, qui a ensuite été interdit en Autriche. Il a demandé son admission au parti le 18 mai 1938. Selon le rapport cité plus haut, Dusika a mis le magazine cycliste Österreichischer Radsport, qu'il dirigeait, au service des nouveaux dirigeants après l'annexion de l'Autriche. En décembre 1938, le magazine est renommé Ostmark Radsport et des articles justifient l'attaque contre la Pologne en septembre 1939 comme un « combat défensif pour la cause la plus juste du monde », cultive un ton nationaliste et rend hommage à Adolf Hitler : « Une seule personne le savait : notre Führer ! Son génie surpasse tout. » (Ostmark Radsport, 3 juillet 1940).
Après la guerre, Dusika a nié avoir été un national-socialiste convaincu, notamment parce qu'il avait des parents juifs qui avaient été assassinés.
À la suite de ce rapport sur le passé de Dusika, il est envisagé de renommer la rue et le stade qui porte son nom. Alors que la fédération autrichienne de cyclisme ne voit pas la nécessité d'un changement, la ville de Vienne souhaite modifier le nom du vélodrome. Le stade est démoli. À sa place, la "Sportarena Wien" doit être construite d'ici 2023, stade multisport qui n'aura cependant pas de vélodrome,,

## Palmarès sur piste

### Championnats du monde
- Rome 1932
  -  Médaillé de bronze de vitesse amateur[note 1],[29]

### Championnats nationaux
- Champion d'Angleterre de vitesse amateurs : 1933[30]
- Champion d'Autriche : 1933, 1934[31]
- Vice champion d'Allemagne de vitesse en 1942

### Grands Prix
- Grand Prix d'ouverture de vitesse à la Cipale : 1933[32]
- Prix Louis Minvielle : 1933[33],[34]
- Grand Prix de Copenhague amateurs : 1933[6]
- Grand Prix de Zurich : 1933[35], 1934
- Grand Prix d'Allemagne : 1934,
- Grand Prix d'Europe à Vienne : 1935